# Zofiówka (Sochaczew)
Pour les articles homonymes, voir Zofiówka.
Zofiówka [ˈzwɔta] est un village polonais de la gmina de Rybno dans le powiat de Sochaczew et dans la voïvodie de Mazovie.
Il se situe à environ 8 kilomètres à l'ouest de Sochaczew et à 60 kilomètres à l'ouest de Varsovie.